# Недин, Валентин Васильевич
Недин Валентин Васильевич (9 [22] июня 1908, Ананьев, Херсонская губерния — 5 августа 1991, Киев) — советский учёный в области горного дела. Доктор технических наук (1954), профессор (1954).

## Биография
Родился 9 (22) июня 1908 года в городе Ананьев (ныне в Ананьевском районе Одесской области).
В 1925—1927 годах — слесарь мельницы в городе Ананьев. В 1927—1928 годах — электрик электростанции в Одессе.
С 1928 года в Кривом Роге. В 1928—1931 годах — бурильщик шахтоуправления имени Октябрьской революции. В 1934 году окончил Криворожский горнорудный институт. В 1934—1939 годах — начальник участка шахты имени 1-го Мая, начальник участка шахты имени Ильича и «Центральная», главный инженер рудоуправления «Ингулец», главный инженер рудоуправления имени Ф. Э. Дзержинского, начальник техотдела треста «Дзержинскруда».
В январе 1940 — августе 1941 года — доцент Криворожского горнорудного института. В 1941—1944 годах — главный инженер, управляющий треста «Алтайшахтострой». В 1944 году — член бригады Главруды Минчермета по восстановлению разрушенного Кривбасса. В 1944—1951 годах — начальник техотдела, заместитель главного инженера треста «Кривбассруда».
В 1951—1952 годах — заведующий кафедрой проведения крепления горных выработок в Криворожском горнорудном институте.
В 1952 году основал лабораторию по борьбе с силикозом, в 1964 году — научно-исследовательский институт «Металлургвентиляция» (Кривой Рог).
С июня 1965 года работает в Академии наук Украинской ССР по направлению физики взрыва. Заместитель главы госкомиссии Академии наук Украинской ССР по борьбе с силикозом.
Умер 5 августа 1991 года в Киеве. Похоронен на Байковом кладбище.
Сын — Игорь Валентинович Недин (1944—2008), доктор экономических наук, профессор, заслуженный энергетик Украины.

## Научная деятельность
Автор метода откачки затопленных шахт. Автор более 240 научных трудов, автор и соавтор патентов.

### Научные труды
- Недин В. В. Борьба с пылью на рудниках Криворожского бассейна [Текст]. — М.: Металлургиздат, 1954. — 256 с.;
- Буровзрывательные работы [Текст]: [Учебное пособие для горных вузов и факультетов] / В. В. Недин, Ш. И. Ибраев. — М.: Госгортехиздат, 1960. — 356 с.
- Борьба с пылью на рудниках [Текст] / В. В. Недин, О. Д. Нейков. — М.: Недра, 1965. — 200 с.;
- Современные методы исследования рудничной пыли и эффективности противопылевой вентиляции [Текст] / В. В. Недин, О. Д. Нейков. — М.: Недра, 1967. — 171 с.
- Взрывоопасность металлических порошков [Текст] / В. В. Недин, О. Д. Нейков, А. Г. Алексеев, В. А. Кривцов. — Киев: Наукова думка, 1971. — 140 с.

## Награды
- орден Трудового Красного Знамени;
- Грамота Президиума Верховного Совета УССР.